# Scion xD
Scion xD – subkompaktowy samochód osobowy produkowany w USA przez należącą do koncernu Toyota japońską firmę Scion w latach 2007-2014. Został po raz pierwszy zaprezentowany 8 lutego 2007 podczas Chicago Auto Show. Dostępny jako 5-drzwiowy hatchback. Następca modelu xA. Do napędu użyto czterocylindrowego silnika rzędowego o pojemności 1,8 litra. Moc przenoszona była na koła przednie poprzez 5-biegową manualną bądź 4-biegową automatyczną skrzynię biegów.
W 2013 roku auto przeszło niewielki facelifting. Dzięki temu xD dostanie dodatkową opcję dwukolorowego lakieru na nadwoziu. Klienci będą mogli wybrać wariant Black Sand Pearl/Magnetic Gray Metallic lub Classic Silver Metallic/Sparkling Sea Metallic
.

## Dane techniczne

### Silnik
- R4 1,8 l (1800 cm³), 4 zawory na cylinder, DOHC
- Układ zasilania: wielopunktowy wtrysk paliwa (MPFI)
- Średnica × skok tłoka: 80,50 mm × 88,40 mm
- Stopień sprężania: 10,0:1
- Moc maksymalna: 130 KM (95,4 kW) przy 6000 obr./min
- Maksymalny moment obrotowy: 170 N•m przy 4400 obr./min